# Ars subtilior

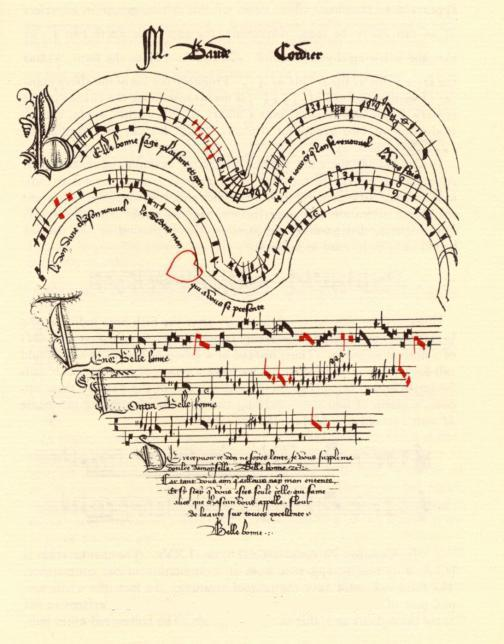
"Belle, bonne, sage" de Baude Cordier, canción de amor con partitura en forma de corazón, con notas de rojo que indican alteraciones rítmicas.

El Ars subtilior (en latín “arte más sutil”) es un estilo musical caracterizado por la complejidad en el ritmo y en la notación, que fue cultivado alrededor de París y Aviñón, en el sur de Francia, así como en la Corona de Aragón a finales del siglo XIV. Este estilo también se encuentra en el repertorio chipriota francés. A menudo el término se utiliza en contraposición al de ars nova, que se aplica al estilo musical del período anterior, que abarcó desde alrededor de 1310 hasta 1370, aunque algunos investigadores prefieren considerar el ars subtilior como una subcategoría del estilo anterior. A pesar de su corta duración, el ars subtilior llegó a influir estilos como aquellos del norte de Italia, a través de compositores como Francesco Landini.

## Terminología
El término ars subtilior fue acuñado por la musicóloga Ursula Günther en 1960 para evitar las connotaciones negativas de los términos "estilo manierista" y "notación amanerada". Günther se basó en las referencias existentes en el Tractatus de diversis figuris, atribuido a Philippus de Caserta, sobre cómo los compositores se movían hacia un estilo "post modum subtiliorem comparantes" y desarrollando un "subtiliter magis artem".

## Historia
Musicalmente, las obras pertenecientes al ars subtilior son muy refinadas, complejas, difíciles de cantar y probablemente fueran creadas, cantadas y disfrutadas por un público reducido de especialistas y conocedores. Hoppin sugiere el superlativo ars subtilissima, afirmando que habría que esperar hasta el siglo XX para que la música llegara de nuevo a alcanzar los más sutiles refinamientos y complejidades rítmicas del estilo manierista.
Se trata de canciones seculares casi exclusivamente y tienen como tema el amor, la guerra, la caballería y las historias de la antigüedad clásica, y hay incluso algunas canciones escritas para alabar a figuras públicas (por ejemplo, el Papa Clemente VII). Daniel Albright compara el énfasis del avant-garde y la música modernista del siglo XX en generar música mediante la experimentación técnica, con el precedente establecido por el movimiento ars subtilior con su deleite autónomo en ampliar los reinos del sonido. Albright cita el canon perpetuo titulado "Tout par compas suy composés" de Baude Cordier, escrita en un pentagrama circular. Albright contrapone esta motivación con la "urgencia expresiva" y la "obediencia a las reglas de arte".
Uno de los centros de actividad de este estilo es Aviñón a finales de la cautividad babilónica del Papado y durante el Gran Cisma de Occidente (1378-1417), tiempo durante el cual la Iglesia de Occidente tenía un Papa en Roma y otro en Aviñón. La ciudad en el Ródano se había convertido en un centro cultural activo, y produjo el corpus más importante que se conserva de canción profana de finales del siglo XIV. El estilo se extendió por la Corona de Aragón y hasta Chipre (que era un puesto de avanzada cultural francés en aquel momento).

## Formas musicales y técnicas compositivas
En cuanto a formas musicales se seguirán empleando las del ars nova. Así pues cultivaban la ballade, rondeau y virelai, el motete isorrítmico y el madrigal. Pero las llevarán a un nivel de complicación muy elevado. Muchos de los procedimientos utilizados primero por los compositores del ars subtilior se convirtieron en técnicas compositivas estándar en la música renacentista, lo cual indica que algunas de sus piezas fueron ampliamente conocidas y distribuidas, es decir, que como movimiento artístico no fue un callejón sin salida, aunque la música posterior es evidentemente menos "experimental".

## Notación
Una de las técnicas del ars subtilior consistía en el uso de notas rojas, o "coloración", donde las notas rojas indicaban una alteración de los valores de las notas de un tercio. Los propios manuscritos de las obras del ars subtilior a veces presentaban formas inusuales y expresivas, como una forma de música visual. Ejemplos: 
- "Tout par compas suy composés" de Baude Cordier, canon circular en forma de varios círculos.
- "Belle, bonne, sage" de Baude Cordier, en forma de corazón.
- "La harpe de Melodie" de Jacob Senleches, en forma de arpa.

## Manuscritos
Entre las fuentes primarias del ars subtilior están los siguientes manuscritos: 
- Codex Chantilly (Museo Condé MS 564 Chantilly)[7]
- Codex Faenza (Biblioteca comunal, Faenza)
- Codex Ivrea (Biblioteca capitular, Ivrea)
- Codex Módena (Biblioteca Estense e Universitaria , Módena)
- Codex Apt (Biblioteca municipal de Apt)
- Manuscrito Mancini (Archivo del stato, Lucca)
- Manuscrito de Londres (British Library, Londres)
- Manuscrito de Sevilla (Biblioteca Colombina, Sevilla)

## Compositores
Los principales representantes del ars subtilior (de los que se conocen al menos tres composiciones en este estilo) son:
- Anthonello da Caserta
- Johannes Cuvelier
- Egidio
- Galiot
- Matteo da Perugia .
- Philippus de Caserta, "De ma doulour" (Mod, f.26v)
- Jacob Senleches, "La Harpe de Mélodie" (chic, F.10)
- Trebor

Otros compositores asociados al estilo son:
- Johannes Ciconia, "La flamma del amor a" (Lucca, f.54v)
- Baude Cordier, "Tout par compas suy composés" (Rondeau-canon)
- Martinus Fabri
- Paolo da Firenze
- Guido de Lange, "Dieux gart" (Rondeau)
- Jehan Simon de Haspre
- Solage, "Fumeaux fumée par de humo" (Rondeau)[9]
- Antonio Zacara da Teramo
- Compositores anónimos de la corte del rey Jano de Chipre.

## Discografía
- 1983 – Ce diabolic chant. Medieval Ensemble of London. (L'Oiseau-lyre)
- 1986 – Codex Chantilly. Airs de Cour du XIVe siècle. Ensemble Organum. (Harmonia Mundi)
- 1987 – Chantilly Codex. Ars Magis Subtiliter. Ensemble Project Ars Nova. (New Albion)
- 1992 – Febus Avant! Musique à la cour de Gaston Febus. Huelgas Ensemble. (Sony Classical)
- 1993 – Ars Subtilis Ytalica. Polyphonie pseudo-Française en Italie. Mala Punica. (Arcana)
- 1994 – Musique de la cour du roi Janus à Nicosie. Huelgas Ensemble. (Sony Classical)
- 1996 – Fleurs de vertus. Chansons subtiles de la fin du s. XIV. Ferrara Ensemble. (Arcana)
- 1997 – Beauté parfaite. L'automne du moyen-age. Alla Francesca. (Opus 111)
- 1997 – En doulz chastel de Pavie. Ferrara Ensemble. (Harmonia Mundi)
- 2004 – Zodiac, Ars Nova and Ars Subtilior in the Low Countries and Europe. Capilla Flamenca, Dirk Snellings. (Eufoda)